# Tan-Tan
Tan-Tan (en árabe: طانطان) es una ciudad situada en la provincia de Tan-Tan, en la región de Guelmim-Oued-Río Nun, en el suroeste de Marruecos. Se encuentra en una zona desértica y es la ciudad más grande de la provincia, con una población de 73,209 habitantes según el censo de 2014. Además, es la segunda ciudad más grande de la región, después de la capital Guelmim.

## Etimología
El nombre "Tan-Tan" proviene del sonido característico del cubo golpeando el fondo de un pozo, según la tradición oral de los nómadas de la región. 

## Geografía
Tan-Tan se encuentra en el suroeste de Marruecos, a unos 330 km al sur de Agadir. La ciudad está situada entre dos ríos, el Río Draa y el Ued Chebika, que desembocan en el océano Atlántico. A lo largo de sus márgenes se extienden dunas de arena, un paisaje que se convierte en hogar para flamencos y otras aves migratorias.
A unos 25 km al oeste de la ciudad, en la misma provincia de Tan-Tan, se encuentra otra localidad que ha crecido junto al océano Atlántico: El Uatia. Esta zona cuenta con un puerto pesquero y comercial, instalaciones industriales dedicadas al procesamiento de pescado y una extensa playa. El Ouatia está conectada con la ciudad por el aeródromo de Tan-Tan-Plage Blanche.

### Clima
| Parámetros climáticos promedio de Tan-Tan                     | Parámetros climáticos promedio de Tan-Tan | Parámetros climáticos promedio de Tan-Tan | Parámetros climáticos promedio de Tan-Tan | Parámetros climáticos promedio de Tan-Tan | Parámetros climáticos promedio de Tan-Tan | Parámetros climáticos promedio de Tan-Tan | Parámetros climáticos promedio de Tan-Tan | Parámetros climáticos promedio de Tan-Tan | Parámetros climáticos promedio de Tan-Tan | Parámetros climáticos promedio de Tan-Tan | Parámetros climáticos promedio de Tan-Tan | Parámetros climáticos promedio de Tan-Tan | Parámetros climáticos promedio de Tan-Tan |
| Mes                                                           | Ene.                                      | Feb.                                      | Mar.                                      | Abr.                                      | May.                                      | Jun.                                      | Jul.                                      | Ago.                                      | Sep.                                      | Oct.                                      | Nov.                                      | Dic.                                      | Anual                                     |
| ------------------------------------------------------------- | ----------------------------------------- | ----------------------------------------- | ----------------------------------------- | ----------------------------------------- | ----------------------------------------- | ----------------------------------------- | ----------------------------------------- | ----------------------------------------- | ----------------------------------------- | ----------------------------------------- | ----------------------------------------- | ----------------------------------------- | ----------------------------------------- |
| Temp. máx. media (°C)                                         | 21                                        | 22                                        | 24                                        | 24                                        | 24                                        | 26                                        | 28                                        | 28                                        | 28                                        | 27                                        | 26                                        | 20                                        | 25                                        |
| Temp. media (°C)                                              | 15                                        | 16                                        | 18                                        | 18                                        | 19                                        | 21                                        | 23                                        | 22                                        | 22                                        | 21                                        | 19                                        | 15                                        | 19                                        |
| Temp. mín. media (°C)                                         | 10                                        | 10                                        | 12                                        | 13                                        | 15                                        | 16                                        | 18                                        | 17                                        | 17                                        | 15                                        | 13                                        | 10                                        | 14                                        |
| Fuente: https://www.climasyviajes.com/clima/marruecos/tan-tan |                                           |                                           |                                           |                                           |                                           |                                           |                                           |                                           |                                           |                                           |                                           |                                           |                                           |

## Historia

### Época precolonial
Antes de la llegada de los españoles, la zona era habitada por los bereberes de la confederación Tekna, que utilizaban este lugar como punto de reunión para sus comunidades y rebaños.

### Periodo colonial español (1912-1958)
Entre 1912 y 1958, Tan-Tan formó parte del Protectorado Español de Marruecos, administrado como parte de Cabo Juby, Sáhara Español y África Occidental Española. En 1937, los españoles establecieron un puesto militar fijo en la zona, fundando la ciudad como parte de su estrategia de control en el sur del protectorado.
La Alcazaba de Tan-Tan fue construida por el alférez Castro y el capitán Romero Sixto en 1937. Esta fortificación se ubicó en una colina sobre la margen derecha del cauce del Ued Ben Jellil, un afluente del río Draa, aprovechando la proximidad de varias fuentes de agua dulce. La estructura inicial consistía en un recinto cuadrado de 35 metros por lado, con dos torres almenadas en los ángulos norte y sur. Posteriormente, se añadió un segundo recinto rectangular de 35 metros de largo por 28 de ancho, con una torre en el ángulo oeste.
Alrededor de la Alcazaba comenzaron a agruparse núcleos de población, tanto indígena como europea. La ciudad se mantuvo como un enclave estratégico hasta la independencia de Marruecos en 1956, cuando el gobierno marroquí reclamó el control de la región.

### La retirada española y la Guerra de Ifni
Tras la independencia de Marruecos, en agosto de 1956, España evacuó a la población civil de Tan-Tan y trasladó a las unidades policiales a Villa Bens. Aunque se mantuvo un pequeño contingente policial, la ciudad quedó bajo presión del Ejército de Liberación Marroquí, lo que llevó al estallido de la Guerra de Ifni en noviembre de 1957.
El conflicto culminó con la firma del Tratado de Angra de Cintra el 1 de abril de 1958, mediante el cual España cedió el control de Tan-Tan y otros territorios a Marruecos. La transferencia oficial tuvo lugar el 10 de abril de ese mismo año.

## Demografía
Según el censo marroquí de 2014, la ciudad de Tan-Tan tenía una población de 73.209 habitantes.

### Evolución demográfica

#### Durante el periodo español
Según las estimaciones y los censos realizados por las autoridades españolas, la población de la ciudad en diferentes años fue la siguiente:
| Ciudad de: | Etnia     | Censo 1957 | Censo 1956 | Censo 1955 | Censo 1954 | Censo 1951 | Censo 1950 |
| ---------- | --------- | ---------- | ---------- | ---------- | ---------- | ---------- | ---------- |
| Tan-Tan    | Naturales | 310        | 316        | 718        | 721        | 704        | 920        |
| Tan-Tan    | Europeos  | 38         | 36         | 58         | 36         | 42         | 48         |
| Total      | Total     | 348        | 352        | 776        | 757        | 746        | 968        |

#### Tras el periodo español
Según los censos realizados por las autoridades marroquíes, la población de la ciudad en los siguientes años fue la siguiente:
| Ciudad de: | Censo 2014 | Censo 2004 | Censo 1994 |
| ---------- | ---------- | ---------- | ---------- |
| Tan-Tan    | 73.209     | 60.698     | 45.821     |

## Transporte

### Aeropuerto
El aeropuerto de Tan-Tan, a pocos kilómetros de la ciudad. Este aeropuerto dispone de una pista asfaltada (empichada) de 2000 metros, y en ella operan las siguientes aerolíneas:
- Royal Air Maroc Express: Casablanca

### Puerto
También dispone (a unos cuarenta kilómetros) de un puerto en la localidad próxima de El Uatia, y al sur el puerto de Tarfaya, desde donde se puede viajar a Puerto del Rosario en Fuerteventura.

### Carreteras
Esta ciudad es atravesada por la carretera N1, por la que se puede acceder desde ciudades cercanas.

## Arqueología

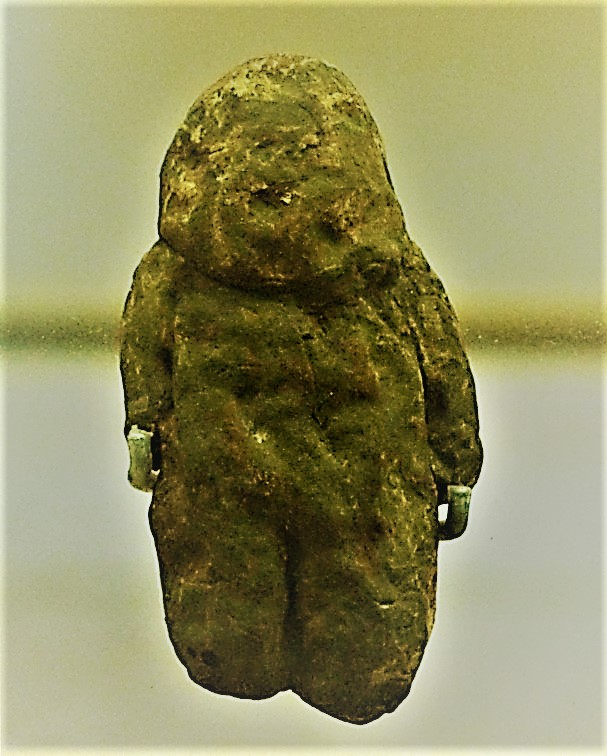
Venus encontrada cerca de Tan-Tan.

En 1999, en las cercanías de Tan-Tan, específicamente en los sedimentos fluviales del río Draa, fue descubierta una figura conocida como la Venus de Tan-Tan. Este hallazgo ha sido identificado por muchos estudiosos como una figura antropomórfica del Paleolítico Inferior, con una datación que podría oscilar entre los 200, 300 e incluso 400 mil años de antigüedad. La figura está tallada en piedra cuarcita y presenta una pintura de color ocre, que se cree está compuesta por óxido de manganeso y óxido de hierro, lo que sugiere que pudo haber sido utilizada en rituales o como símbolo de fertilidad, como otras venus prehistóricas encontradas en distintas partes del mundo. Es contemporánea con el Homo heidelbergensis.